# James Duncan
James Henry „Jim” Duncan (ur. 25 września 1887 w Nowym Jorku, zm. 21 stycznia 1955) – amerykański lekkoatleta (dyskobol), medalista olimpijski z 1912.
26 maja 1912 na stadionie Celtic Park w Queens w Nowym Jorku ustanowił rekord świata w rzucie dyskiem wynikiem 47,58 m. Był to pierwszy oficjalny rekord świata w tej konkurencji uznany przez IAAF.
Duncan zdobył brązowy medal w rzucie dyskiem na igrzyskach olimpijskich w 1912 w Sztokholmie (wyprzedzili go Armas Taipale z Finlandii oraz jego rodak Richard Byrd). Zajął również 5. miejsce w konkurencji rzutu dyskiem oburącz.
W 1916 zdobył brązowy medal mistrzostw Stanów Zjednoczonych (AAU) w rzucie dyskiem.
Wziął udział w I wojnie światowej jako oficer amerykańskich sił w Europie. Po wojnie pozostał we Francji. Zarządzał amerykańskim cmentarzem wojennym w Suresnes. W 1932 postrzelił się przy próbie samobójstwa. Zmarł w 1955.